# ویلفردو مورالس
ویلفردو مورالس (به اسپانیایی: Wilfredo Morales) (زادهٔ ۱۷ مارس ۱۹۷۱) کشتی‌گیر پیشین کوبایی است که در دستهٔ سنگین‌وزن کشتی آزاد رقابت می‌کرد. او در بازی‌های المپیک تابستانی ۱۹۹۶ و المپیک تابستانی ۲۰۰۰ شرکت کرد.